# Cala (Spanien)
Cala ist ein kleines Dorf im Norden der Provinz Huelva in der autonomen Gemeinschaft Andalusien (Spanien). Cala hat 1.117 Einwohnern (Stand: 2024) auf einer Fläche von 84 km². Cala befindet sich auf 588 msnm, circa 160 km nördlicher der Provinzhauptstadt Huelva in den Bergen von Huelva.